# Capricorn (A Brand New Name)
«Capricorn (A Brand New Name)» es una canción y primer sencillo de la banda estadounidense 30 Seconds to Mars. La canción fue lanzada por Immortal Records el 23 de julio de 2002, como el primer sencillo de su álbum debut homónimo. La canción fue escrita por Jared Leto y contó con la producción de Bob Ezrin y Brian Virtue. Según Jared Leto, la canción es acerca de un deseo de renovación.
- Datos: Q858274